# Édouard Drumont
Édouard Drumont (París, 3 de mayo de 1844 - 5 de febrero de 1917) fue un periodista y escritor católico, antisemita, antimasónico y nacionalista francés.

## Biografía

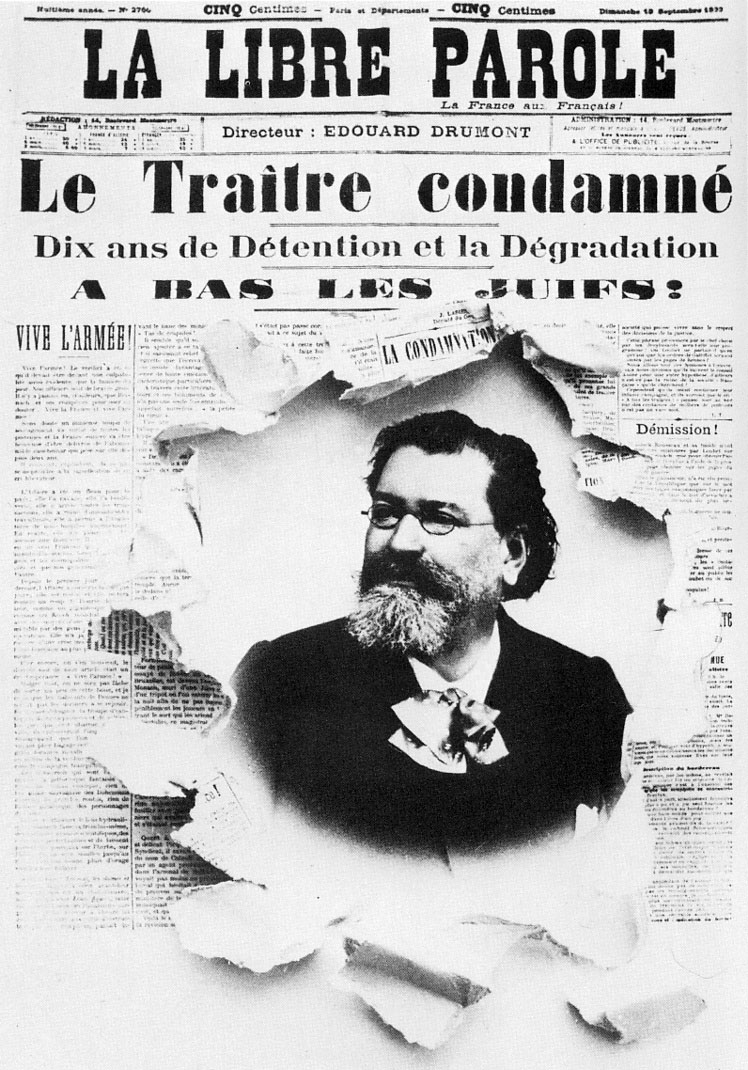
Édouard Drumont

Originario de una familia de pintores de porcelana de Lille, Drumont se vio obligado desde muy joven a ayudar a su familia, ya que su padre estaba gravemente enfermo. A la muerte de su padre, y contando sólo con 17 años trabaja unos seis meses en el Ayuntamiento de París. Drumont desea dedicarse a la literatura. Empieza con el periodismo en diversos periódicos menores y alterna su trabajo con algunos trabajos de investigación histórica. 
En 1880, Drumont escribe la introducción de un documento inédito titulado La muerte de Luis XIV, obra de unos camareros del rey. En esta introducción, sus detractores han querido ver en él a un monárquico.
Tras su conversión al catolicismo, publica su panfleto antisemita más conocido, La France juive, que le da fama, una fuerte multa y dos duelos. A continuación, Drumont publica Francia judía ante la opinión (1886), El fin de un mundo (1889), La última batalla (1890), El testamento de un antisemita (1891), El Secreto de Fourmies (1892). En 1890, Drumont funda la Liga Nacional Antisemita de Francia. 
Para amplificar su campaña, lanza el 20 de abril de 1892 La Libre Parole, publicación que tiene como subtítulo «Francia para los franceses». El diario sacará a la luz el escándalo de Panamá. En sus artículos declara que el sistema político-financiero está de modo casi íntegro en manos de los judíos. Los artículos que escribe con este motivo se agrupan en un volumen: Oro, barro, sangre, en 1896. Drumont lee El Estado judío, manifiesto del sionismo, de Theodor Herzl en 1897. 
En mayo de 1898, tras mostrarse a favor de las revueltas antisemitas de Argel, Drumont sale elegido diputado por esta ciudad. En la Cámara, se proclamará líder del partido antijudío. Se opondrá con vehemencia a la revisión del proceso de Dreyfus (1897-1898); exige medidas contra Émile Zola y la derogación del decreto Crémieux (1899). 
Derrotado en las elecciones generales del 27 de abril de 1902, vuelve a su trabajo de periodista y escritor. El 22 de febrero de 1915, es nombrado director del periódico Le Peuple français.

## Herencia
Georges Bernanos le dedicó el libro El gran miedo de los biempensantes.
En los años 1930, Henry Coston reivindicó a Drumont haciendo resucitar La Libre parole. Durante los años 1960, un grupo de escritores y periodistas fundaron la asociación «Los amigos de Édouard Drumont».

## Drumont visto por sus contemporáneos

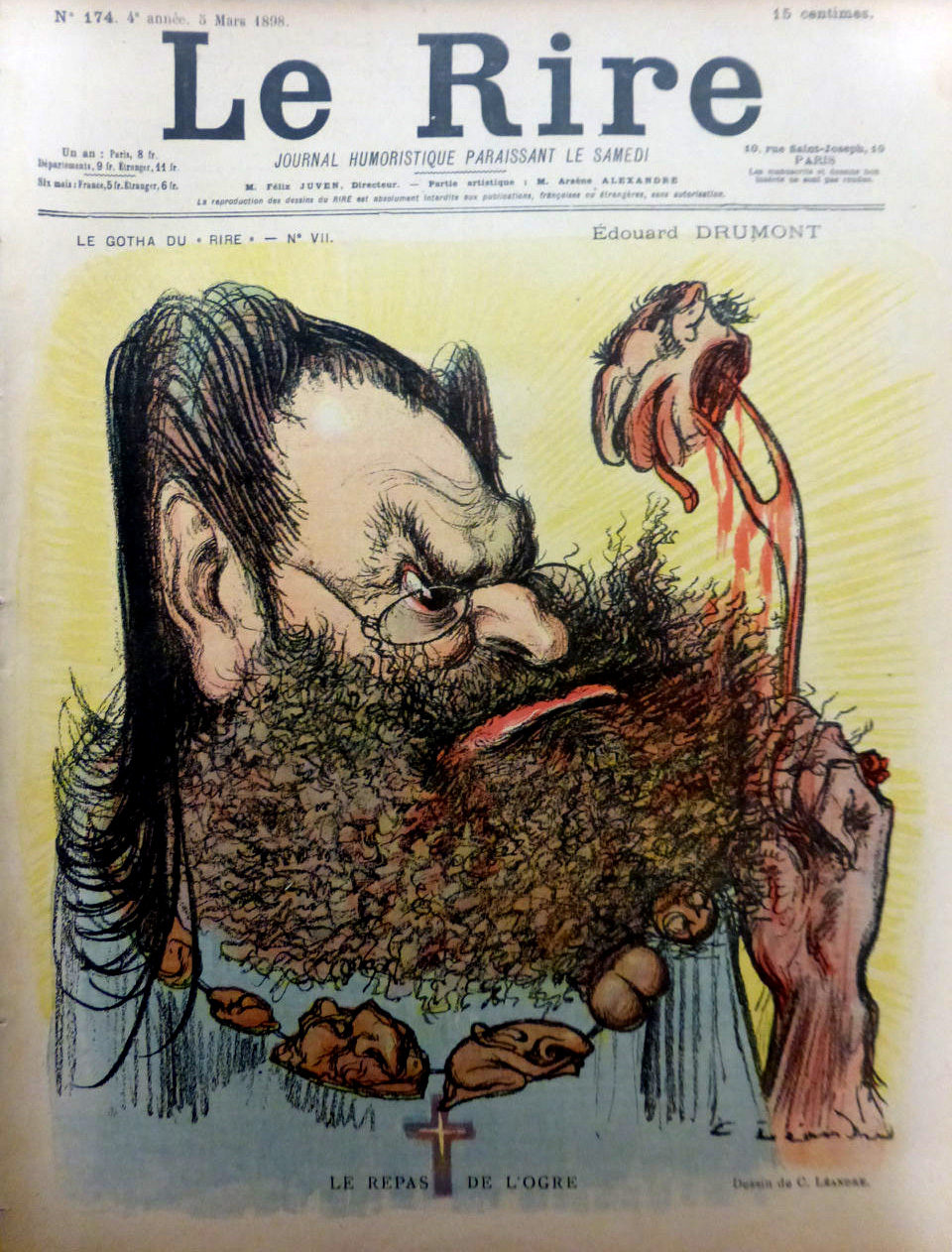
Caricaturizado por Charles Lèandre (Le Rire, 1898)

El estilo ofensivo y las técnicas de redacción de Drumont han sido muy caricaturizados.
Georges Darien, en su novela les Pharisiens (1891), imita con éxito el estilo de Drumont para crear el personaje transparente del Ogro, autor de la Galia semita.